# Ешервілл (Канзас)
Ешервілл (англ. Asherville) — переписна місцевість (CDP) в США, в окрузі Мітчелл штату Канзас. Населення — 19 осіб (2020).

## Географія
Ешервілл розташований за координатами 39°24′27″ пн. ш. 97°58′24″ зх. д. / 39.40750° пн. ш. 97.97333° зх. д. (39.407493, -97.973229).  За даними Бюро перепису населення США в 2010 році переписна місцевість мала площу 3,04 км², уся площа — суходіл.

## Демографія
Згідно з переписом 2010 року, у переписній місцевості мешкало 28 осіб у 10 домогосподарствах у складі 7 родин. Густота населення становила 9 осіб/км².  Було 14 помешкання (5/км²).
Расовий склад населення:
| - 96,4 % — білих |

До двох чи більше рас належало 3,6 %. Частка іспаномовних становила 14,3 % від усіх жителів.
За віковим діапазоном населення розподілялося таким чином: 32,1 % — особи молодші 18 років, 53,6 % — особи у віці 18—64 років, 14,3 % — особи у віці 65 років та старші. Медіана віку мешканця становила 35,0 року. На 100 осіб жіночої статі у переписній місцевості припадало 115,4 чоловіків;  на 100 жінок у віці від 18 років та старших — 137,5 чоловіків також старших 18 років.
Цивільне працевлаштоване населення становило 0 осіб. 